# Сыроежка родственная
Сырое́жка ро́дственная (лат. Rússula consobrína) — съедобный гриб рода Сыроежка семейства Сыроежковые. 
Синонимы:
- Agaricus consobrinus Fr., 1818basionym

## Описание
Шляпка 5—10 (12) см в диаметре, полушаровидная, затем распростёртая, серо-оливковая, умбровая или тёмно-серо-бурая. Кожица толстая, снимается до половины шляпки.`
Пластинки приросшие, толстые, белые, потом кремовые.
Споровый порошок кремовый.
Ножка 5—8 × 2—2,5 см, цилиндрическая, белая, иногда сероватая.
Мякоть белая, под кожицей сероватая, на вкус от слабоострой до острой, запах несильный фруктовый.
Растёт в хвойных и смешанных лесах